# Martigues Volley-Ball
Maillots
Actualités
Le Martigues Volley-Ball est un club français de volley-ball fondé en 1985 et basé à Martigues (Bouches-du-Rhône), évoluant depuis la saison 2009-2010 en Ligue B (deuxième niveau national).

## Palmarès
- Nationale 1
  - Vainqueur : 2009;2018

## Personnalités et joueur du club

### Entraîneurs
- 2004-2005 :  Tudor Rotar
- 2005-2006 :  Peter Nonnenbroich
- 2006-2007/2008 :  Tudor Rotar
- 2007/2008 :  Jean-René Akono
- 2008- :  Christophe Charroux